# Cucina uruguaiana

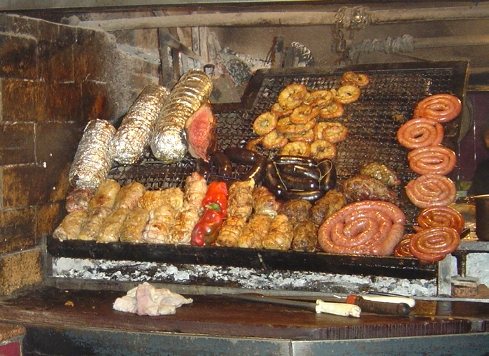
Tipico asado uruguaiano

La cucina uruguaiana è l'espressione culinaria dell'Uruguay. È soprattutto il risultato della fusione di cucina spagnola e italiana.
La cucina uruguayana è caratterizzata principalmente dall'uso della carne, soprattutto di manzo ma anche pollo, agnello, maiale e pesce.
Ha diverse somiglianze con la cucina argentina. È l'unico paese al mondo che in ogni quartiere si vende pasta fatta a casalinga. 

## Piatti tipici

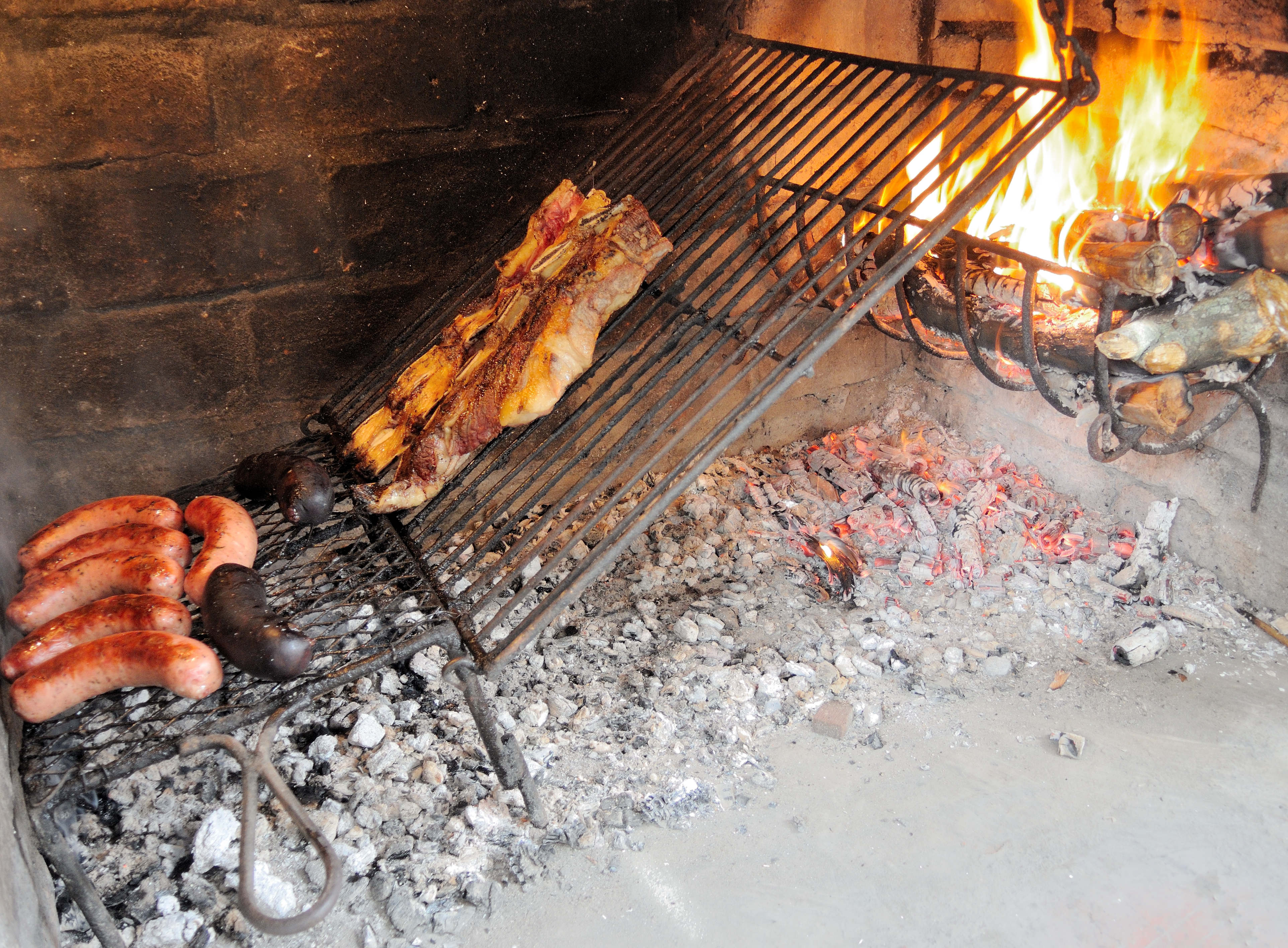
Lasador (o parillera), la struttura dove si prepara l'asado

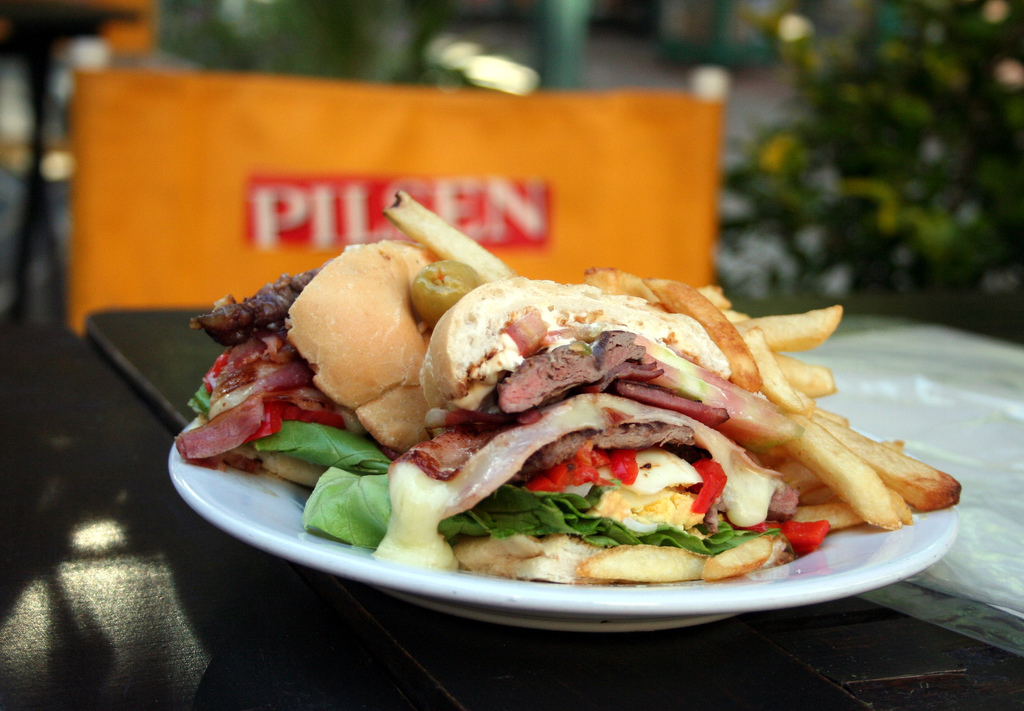
Classico chivito uruguaiano

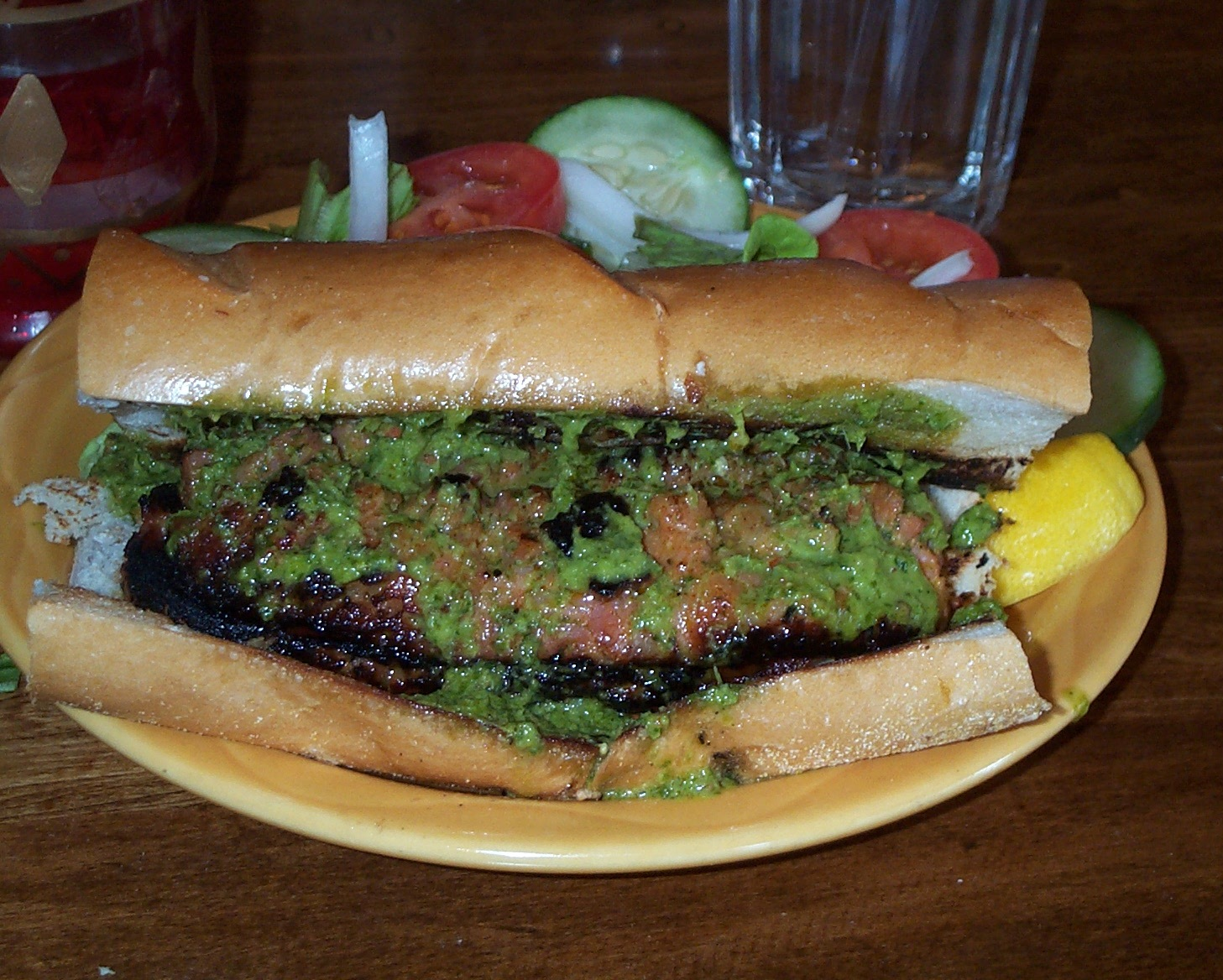
Choripán con salsa chimichurri

- Asado: È la tecnica tradizionale di grigliare la carne sulla brace, è molto consumato e spesso costituisce un pasto a sé. Tradizionalmente i tagli vengono cotti su una speciale griglia chiamata asador o parillero, che consiste in una struttura di ferro e mattoni. Sotto questa griglia vengono poste le braci per cuocere la carne. Come taglio viene principalmente utilizzato il reale, che in spagnolo si chiama appunto tira de asado, ma anche chorizo (salsiccia), morcilla (salsiccia con sangue), interiora di manzo e maiale, trippa, costine etc. Un tipico asado per essere preparato occorrono circa due ore. Le carni prima di essere messe a cottura vengono aromatizzate con origano, aglio, olio e salsa chimichurri. Chinchulines. Tripa Gorda. Pa
- Chivito: Letteralmente capretta, può essere considerato il cibo di strada nazionale per eccellenza. Consiste in un panino imbottito con carne di manzo, pancetta, formaggio, cipolla, uova sode, fette di pomodoro, lattuga e maionese. Il ripieno dei chivito può ovviamente variare. È nato negli anni quaranta, quando una turista argentina chiese ad un ristoratore di servirgli della carne di capretto (in spagnolo chivito), e lui, non avendola, pensò di soddisfare il cliente con un panino farcito con gli ingredienti già elencati.
- Choripán: Un cibo di strada uruguayano molto popolare che consiste in un panino con chorizo alla griglia servito con salse, generalmente chimichurri.
- Morcilla: Salsiccia di carne e sangue di maiale. Può essere anche preparata con uva passa e noci e servita come dolce (in questo caso si chiama morcilla vasca).
- Milanesa: Piatto di chiara origine italiana (deriva dalla cotoletta alla milanese), è una cotoletta di manzo, vitello o pollo impanata e fritta. Nella versione classica viene condita solo con limone, nella versione Milanesa Napolitana viene condita con salsa di pomodoro e mozzarella. Viene fatta anche con il pesce.
- Empanada: Fagottini di pasta di origine spagnola, in Uruguay vengono soprattutto fritte. Le empanadas de carne vengono farcite con carne macinata e uova sode tritate, aglio e cipolle, oppure con l'uvetta come dolci; Ci sono poi le empanadas di pollo, di prosciutto e di formaggio. Una variante è l'empanada gallega, riempita con pesce, salsa mojo, cipolle e peperoni, importata dagli immigrati dalla Galizia.
- Fainá: Importata dagli immigrati liguri, è una classica farinata, fatta con farina di ceci, sale, acqua e olio d'oliva cotta nel forno a legna.
- Buñuelos: Sono palline di pasta fritta con diversi ripieni. Le più comuni sono i buñuelos de acelga (con la bietola), buñuelos de sesos (con cervello di vitello), buñuelos de manzana (con mele) e buñuelos di banana. Possono essere sia salati che dolci (in questo caso si servono con zucchero di canna).
- Pasta: tortellini, capeletti, sorrentini, gnocchi, tagliatelli, eccetera. L'immigrazione italiana è stata forte durante la mettá del secolo XIX e tutto il secolo XX.
- Tortas Fritas
- Bizcochos
- Pizza
- Matambre
- Puchero
- Chupín de pescado
- Guiso
- Estofado
- Pasqualina

### Dolci

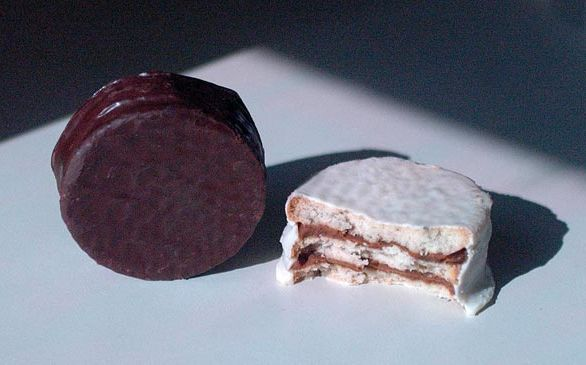
Alfajores tripli con cioccolato e meringa (nieve)

- Dulce de leche: Latte zuccherato e cotto a lungo fino a che si forma una crema densa color caramello. Viene sia consumato come dolce al cucchiaio, che utilizzato come base per diversi dessert.
- Postre Chajá: Un dessert a base di meringa e pan di spagna con panna, pesche e fragole. Fu inventato nel 1927 da Orlando Castellano il proprietario di una pasticceria della città di Paysandú. Deve il suo nome al kamichi meridionale (in spagnolo cajà), un uccello molto diffuso in Uruguay.
- Alfajor: Sono dolci composti da due biscotti uniti da un ripieno di dulce de leche e ricoperti di cioccolato o meringa. Hanno origine araba e sono stati importati nel paese dagli immigrati andalusi.
- Dulce de membrillo: È simile alla cotognata, si prepara cuocendo, sminuzzando e lavorando le mele cotogne con lo zucchero fino ad ottenere una pasta gelatinosa. Si consuma al cucchiaio, con del formaggio oppure viene usata come base per altri dolci.
- Pasta frola
- Alfajores de maicena
- Milhojas

### Mate

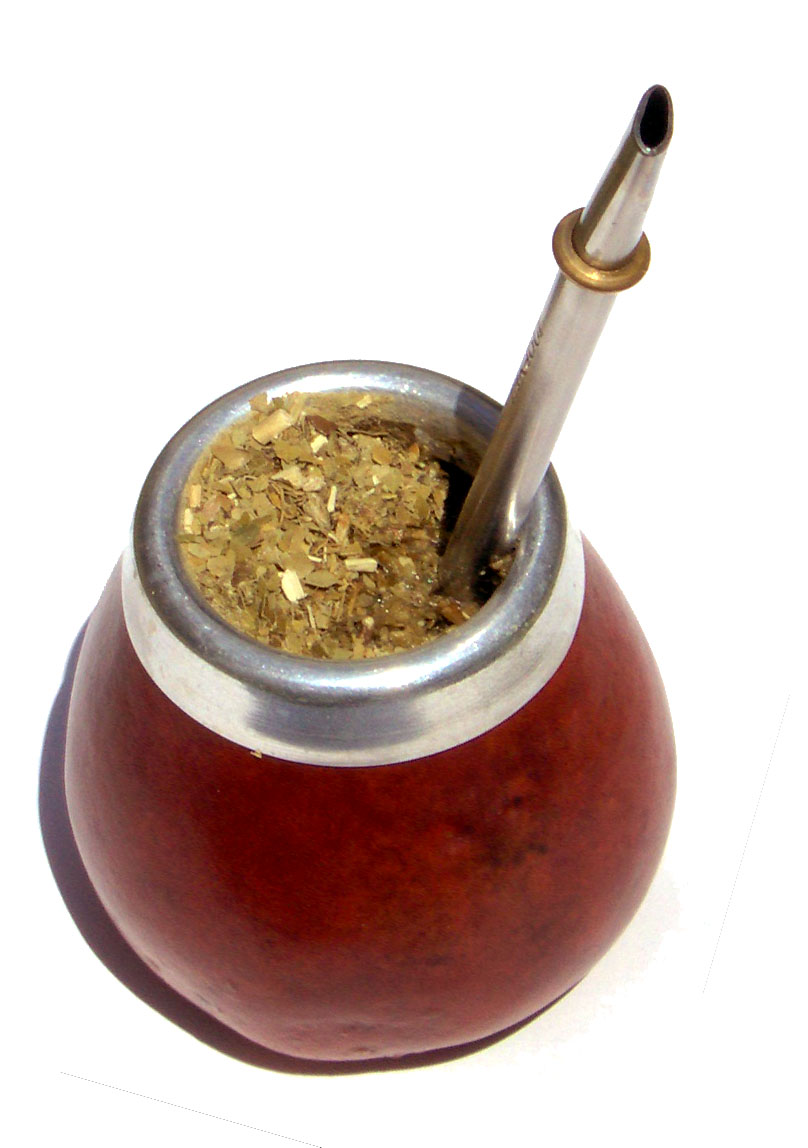
Il Mate servito nella tradizionale zucca svuotata

Il mate è una bevanda analcolica molto popolare, di origine guaraní. È un infuso di foglie di erba Mate. Con mate si indica anche la zucca dura, svuotata ed essiccata che è il tradizionale contenitore per bere questo infuso.
Viene preparato prima riempiendo il mate con l'erba mate e facoltativamente altre erbe selvatiche. Poi si versa l'acqua scaldata (ma non portata all'ebollizione) sopra le foglie , e si beve l'infuso utilizzando una cannuccia metallica chiamata bombilla. In seguito, altra acqua calda verrà versata nello stesso punto, senza mai spostare la bombilla.
Il mate uruguaiano ha sapore amaro, e spesso gli viene aggiunto dello zucchero o scorze di agrumi.
Una variante è il mate con leche, dove al posto dell'acqua si utilizza il latte.
L'Uruguay è il primo consumatore globale di mate, con un consumo di 6,8 chilogrammi di erba mate pro capite all'anno, superando l'Argentina di 1,2 chilogrammi pro capite all'anno.